# 清华大学软件学院

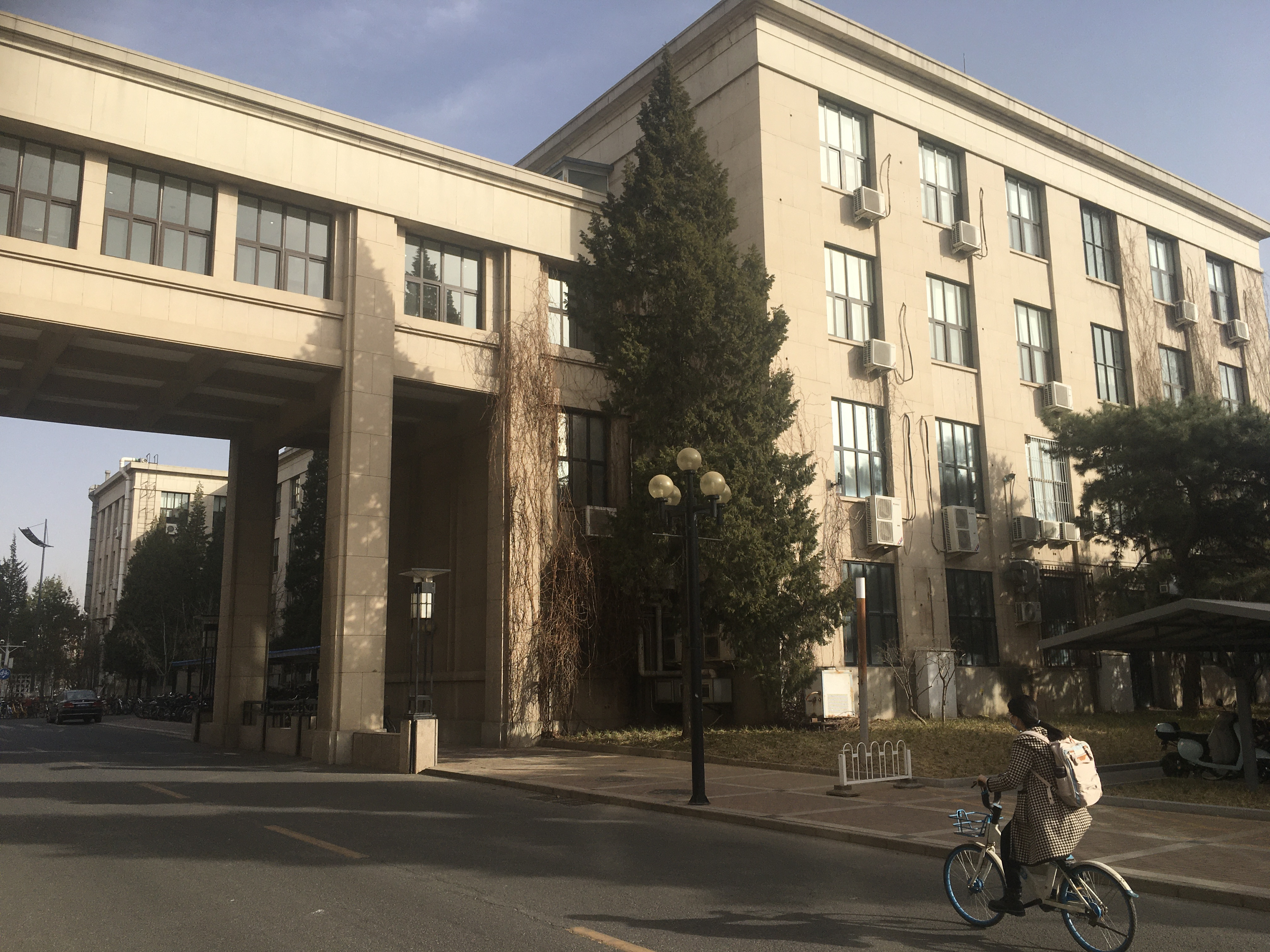
軟院院館東配樓

清华大学软件学院是清华大学信息科学技术学院下的一个学院，是2001年经教育部批准的首批国家示范性软件学院之一。专注于软件工程、信息系统安全、系统科学等领域研究，培养具有国际竞争力、高层次、创新性、应用型软件人才。

## 历史
- 2001年，正式建立软件学院，首批国家示范性软件学院。

## 理念
建院宗旨：
质量第一、素质与技术并重、理论与实践结合
办学理念：
教学立院、管理建院、学科兴院、科技强院
实践教学思想：
练中学、练中闯、练中创

## 活动

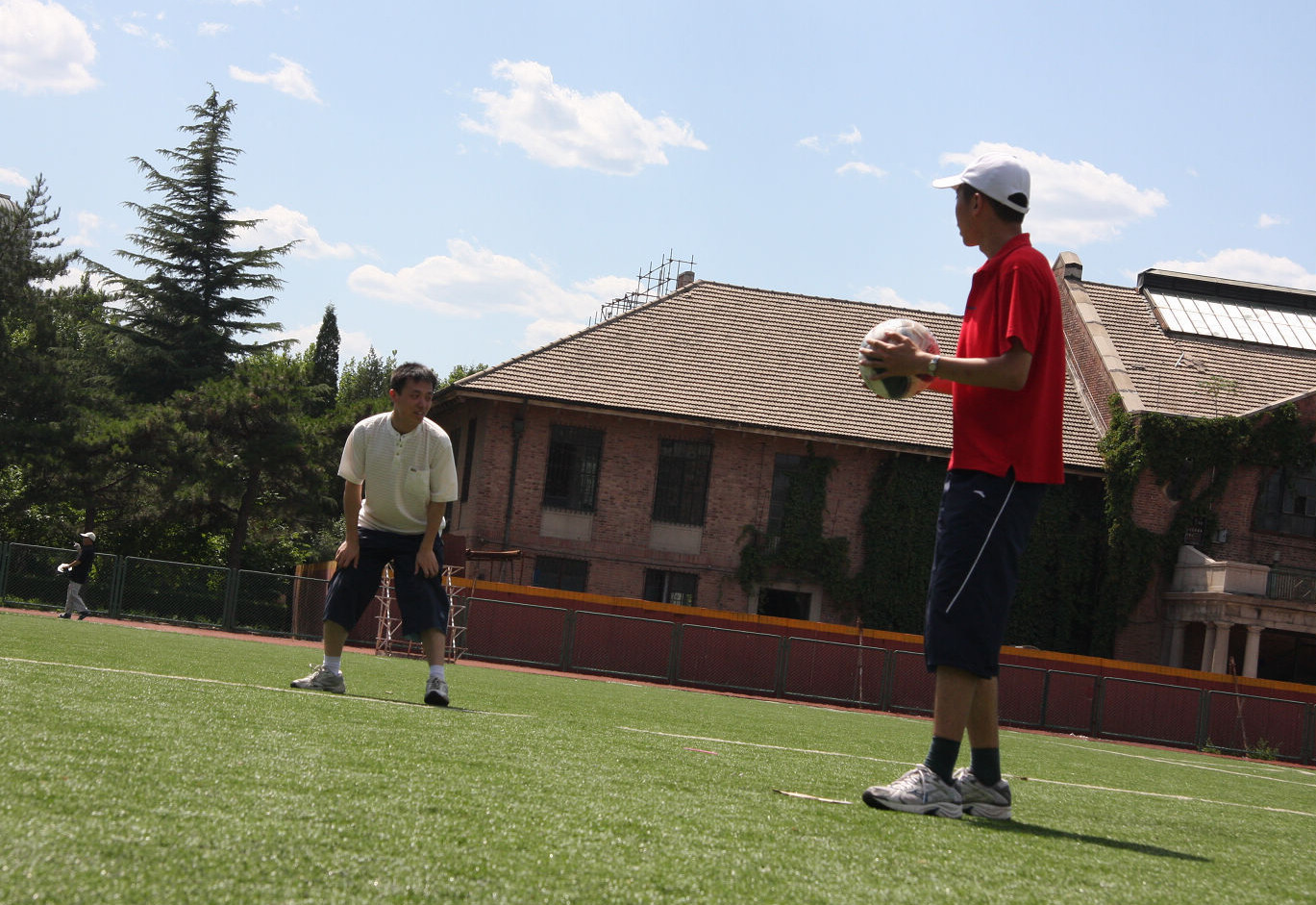
清华软院同学在外教指导下玩美式Kickball
摄于清华西操·2009年6月10日

- 清华大学软件学院科学研究奖学金（SSRT）
- 清华大学软件文化节
- 北京市软件设计邀请赛暨清华大学软件设计大赛
- 清华大学软件学院趣味运动会

## 机构
- 软件理论与系统研究所
- 信息系统与工程研究所
- 软件工程与管理研究所
- 计算机图形学与辅助设计研究所
- 信息系统安全教育部重点实验室（筹）
- 国家企业信息化应用支撑软件工程技术研究中心